# Nebo

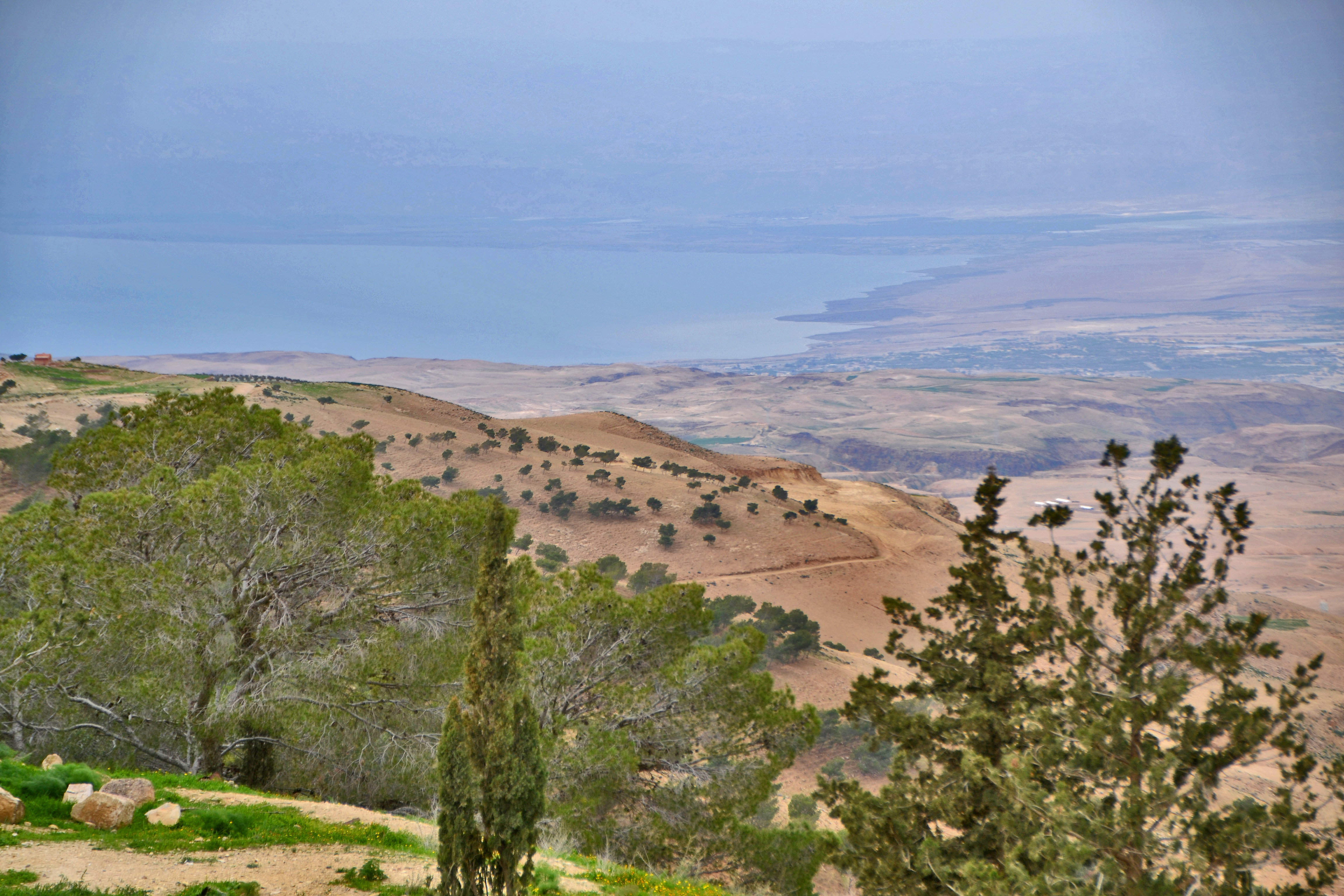
Blick vom Berg Nebo auf das Tote Meer und in das Jordantal

Der Berg Nebo (hebräisch הַר נְבוֹ Har Nəvō, arabisch جبل نيبو, Dschabal Nībū) im Gebirge Abǎrim liegt in Jordanien, er ist Ausläufer jenes Plateaus, das zum Toten Meer hin abfällt. Der Berg Nebo mit einer Höhe von 808 m bietet eine Aussicht in das Jordantal, auf das Tote Meer und nach Palästina und Israel.

## Religiöse Bedeutung
Laut Deuteronomium ist der Berg Nebo jener Berg, von dem aus Mose das gelobte Land sehen durfte, aber sterben musste, ohne es selbst betreten zu haben (Dtn 32,48–50 , Dtn 34,1–5 ).
Die religiöse Bedeutung dieses Berges wurde von Papst Benedikt XVI. bei seiner Pilgerreise zu den Heiligen Stätten am 9. Mai 2009 auf folgende Weise beschrieben: „Von diesem heiligen Berg lenkt Mose unseren Blick […] auf die Erfüllung aller Verheißungen Gottes in Christus.“

## Nebo-Kirche
Siehe auch: Mose-Memorialkirche auf dem Berg Nebo
Auf der Spitze des Berges wurde um 393 eine Kirche erbaut und seitdem immer wieder umgestaltet. Der gleichnamige antike Bischofssitz befand sich allerdings nicht auf dem Berg, sondern in der 3 km davon entfernten byzantinischen Stadt gleichen Namens. Auf diesen Ort bezog sich bis zum 2. Vatikanum das römisch-katholische Titularbistum Neve (Nebo).
Im 7. Jahrhundert war der Gipfel des Nebo ein vielbesuchtes Ziel von Pilgern. Von der ursprünglichen Kirche sind nur wenige Reste übrig – Steinblöcke und Teile des Mosaikbodens.
Die heutige Kirche auf dem Nebo ist seit 1932 im Besitz des katholischen Franziskanerordens. Der Gipfel des Nebo wird auf arabisch جبل نيبورأس الصياغة, DMG Rʾās al-Ṣiyāġa ‚Haupt von Ṣiyāġa‘ genannt nach dem nahen heutigen Wohnplatz Ṣiyāġa. In ihr werden Mosaiken mit Jagdszenen, Löwen und Gazellen ausgestellt. Die Taufkapelle aus dem Jahr 531 n. Chr. enthält ein Mosaik aus dem 6. Jahrhundert, ebenfalls mit Tierdarstellungen. Daneben wurde ein modernes Kloster für die Franziskaner erbaut, das auch Archäologen beherbergt.